# Крайслер-Білдінг
Кр́айслер-Б́ілдінг (англ. Chrysler Building) — Нью-Йоркський хмарочос, побудований у стилі Арт Деко, що знаходиться на схід від Мангеттену (перехрестя 42 Стріт та Лексінгтон Авеню, район Туртл Бей). Висота будівлі — 319 метрів (77 поверхів). Протягом 11 місяців, до завершення будівництва Емпайр-Стейт-Білдінг 1931, Крайслер-Білдінг посідав найвищу сходинку у рейтингу найвищих будівель світу. З часом Крайслер-Білдінг опустився нижче. Але 2001 піднявся на другу позицію після знищення веж Всесвітнього Торговельного Центру. 2007 він перейшов на третю сходинку, поступившись місцем Вежі Банку Америки (365,8 метра). До того ж відкритий у 2007 році Нью-Йорк Таймс Білдінг повністю зрівнявся з ним висотою.
Крайслер-Білдінг — класичний представник архітектурного стилю артдеко і нині вважається більшістю архітекторів[джерело?] однією з найвишуканіших будівель Нью-Йорку. Фасад будівлі розробили спільно Вільям ван Ален, Воррен Стратон і Чеслі Боунстел. 2007 року він посів почесну 9-ту сходинку у списку «Улюблених архітектурних споруд Америки», створеному Американським Інститутом Архітектури.
У період з 1930 до середини 1950-х років будівля була офіційною штаб-квартирою Корпорації Крайслер, хоча будівля була збудована на замовлення автокомпанії, хмарочос належав Волтеру Крайслеру, який спонсорував будівництво.

## Історія

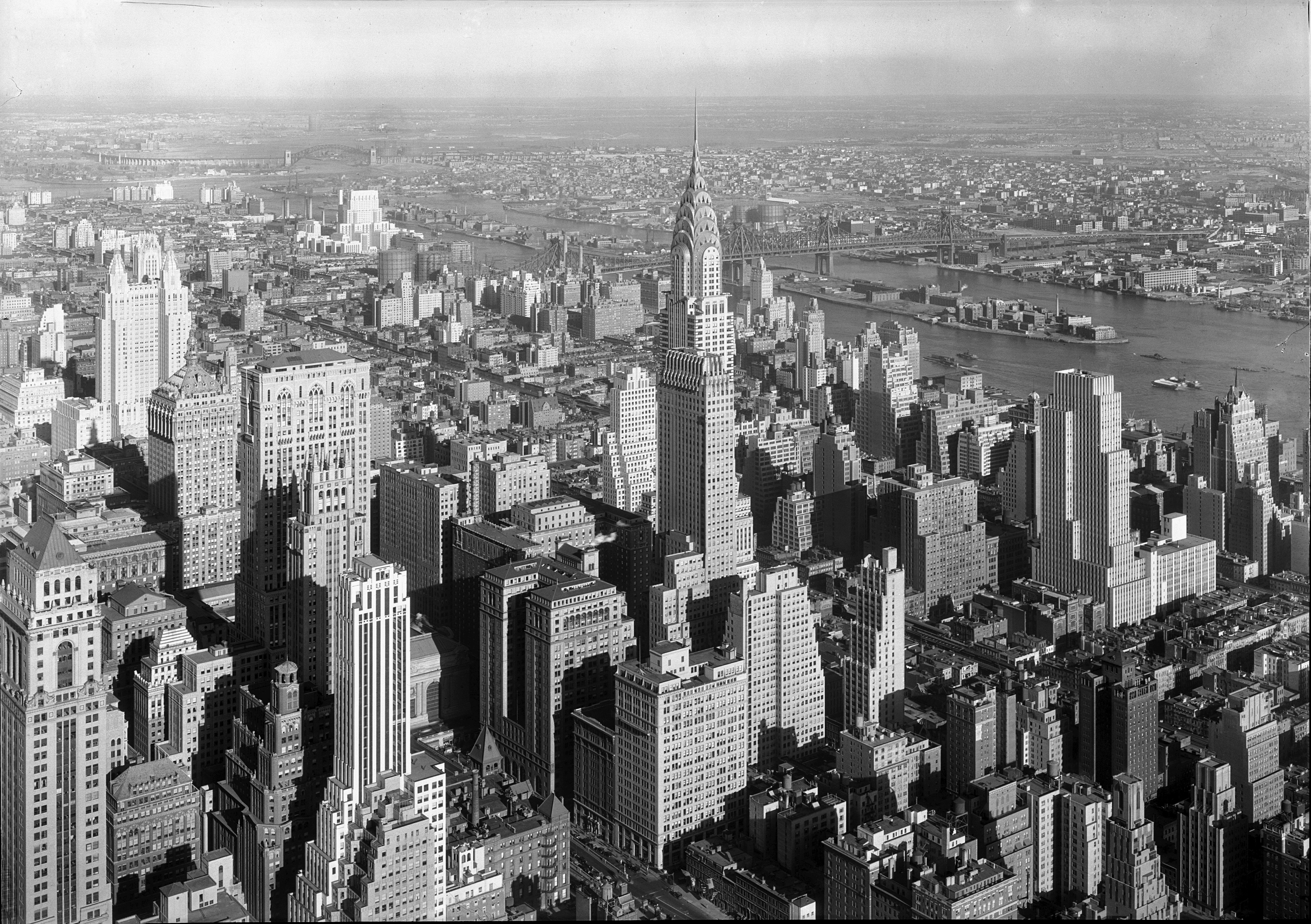
Крайслер-Білдінг у 1932

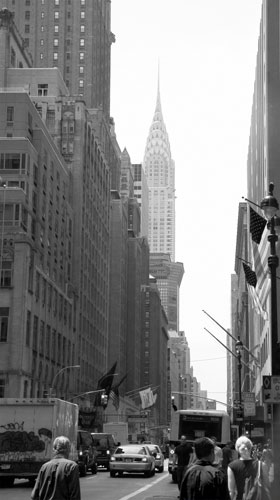
Вид на будівлю зі сторони Лексінгтон Авеню

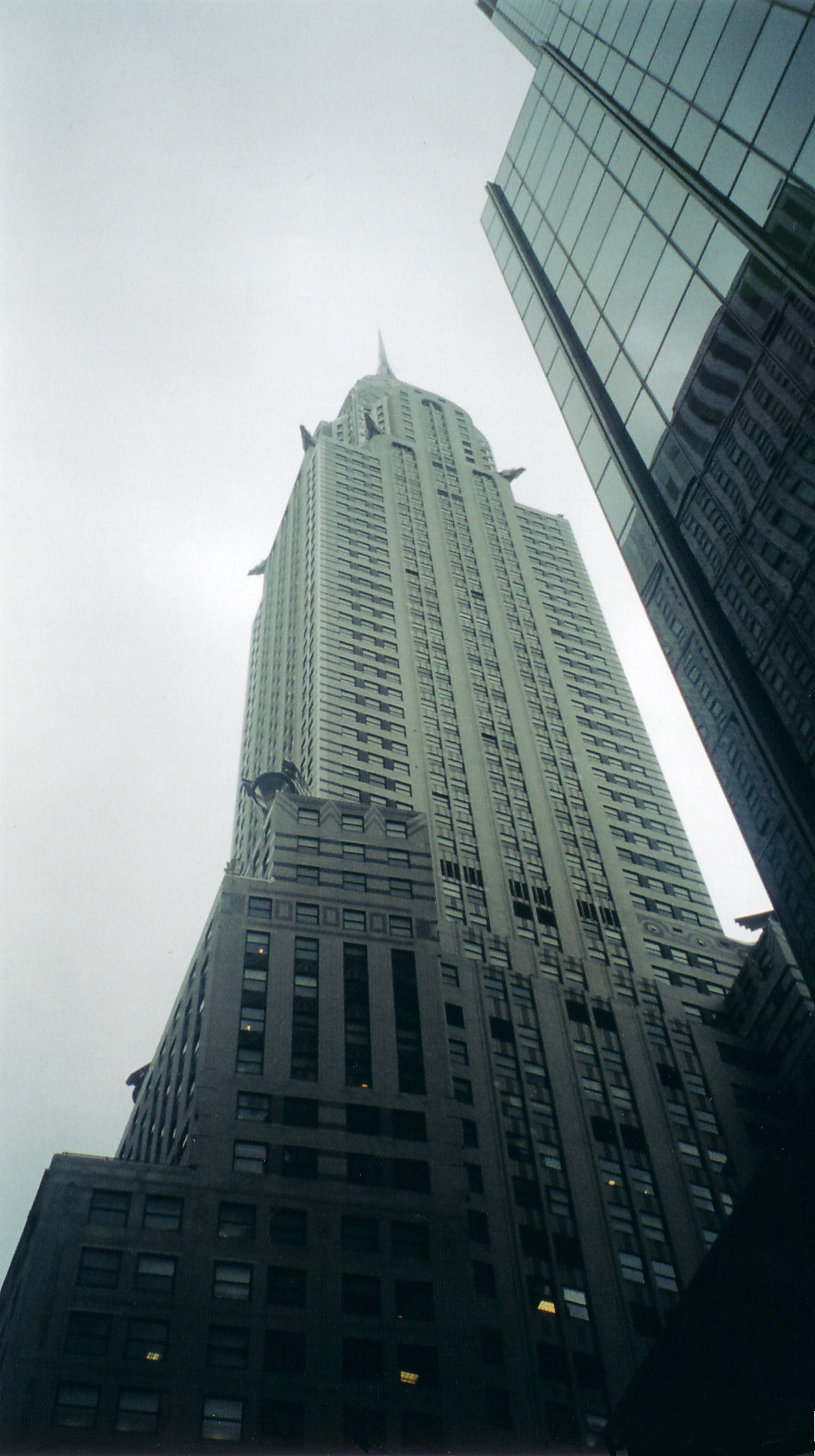
Вид з підніжжя будівлі

Проєкт Крайслер-Білдінгу був створений архітектором Вільямом Ван Аленом на замовлення Волтера Крайслера. У зв'язку з проривом у технологіях будівництва хмарочосів у Нью-Йорку розпочались перегони на будівництво найвищої будівлі, Крайслер-Білдінг будувався надзвичайно швидкими темпами (у середньому — 4 поверхи на тиждень). Попри це, під час будівництва не загинуло жодного будівельника.

### Початок планування
У перших ескізах Ван Алена планувалося зробити хмарочос з верхівкою, схожою на коштовний камінь — за цим планом у виставковому залі вікна мали бути утричі вищими, а над ними мало знаходитися ще 12 поверхів, кути яких планувалося оздобити склом — увесь вид вершини будівлі мав створювати відчуття невагомості, польоту. Також запланована висота будівлі у них була меншою — 246 метрів. Але цей проєкт був відкинутий першим замовником — колишнім сенатором Вільямом Рейнолдсом — як надто дорогий та технологічно складний. Пізніше проєкт та земельна ділянка, на якій він мав бути втілений, передали Волтеру Крайслеру, який разом з Ван Аленом переробив проєкт на той, що ми бачимо сьогодні. Було додано кілька нових поверхів, а завдяки тому, що будівлю планувалось зробити штаб-квартирою компанії, ґаргульї, яких ми бачимо у зовнішньому оздобленні Білдінгу, було змодельовано з автівок Крайслер (наприклад, з оздоблень капота Плімута).

## Архітектура
Крайслер-Білдінг вважається одним з провідних прикладів стилю артдеко в архітектурі. Будівля споруджена зі сталевого каркаса, заповненого кладкою, з ділянками облицювального декоративного металу. Будівля містить 3862 зовнішні вікна. Приблизно п'ятдесят металевих орнаментів виступають на кутах споруди на п'яти поверхах, що нагадують гаргуйль з готичного катедрального собору. На 31-ому поверсі розташовані гаргуйлі та репродукції радіаторних ковпачків Крайслера 1929 року. На 61-ому поверсі розміщені орли, натяк на американського національного птаха.
Крайслер-Білдінг широко використовує у своєму дизайні яскраву нержавіючу сталю фірми «Nirosta», аустенітовий сплав, розроблений у Німеччині Круппом (німецька абревіатура, що розшифровується як nichtrostender Stahl, що означає «нержавіюча сталь»). Хмарочос Крайслер-Білдінг був першим будинком, де використовувалася ця «18-8 нержавіюча сталь» в американському будівництві. Сплав містить 18 % хрому та 8 % нікелю. Nirosta використовувалася в оздобленнях екстер'єру, віконних рамах, вершку хмарочоса, а також шпилі. Сталь була інтегральною частиною архітектури Ван Алена, про що говорить Е. Е. Там: «Використання постійно яскравого металу було однією з найбільших помочей у виконанні зростаючих ліній та округлих форм для оформлення даху споруди, що дозволяє закцентувати поступове піднесення вгору, яке створює враження буквального розчинення у небі...» Виробники нержавіючої сталі використовували Крайслер-Білдінг, щоби оцінити довговічність продукту в архітектурі. У 1929 році Американське об'єднання тестування матеріалів створили інспекційний комітет, щоби дослідити властивості матеріалів, визначивши Крайслер-Білдінг як найкраще місце для подібних досліджень. Субкомітет оглядав панелі будівлі кожні п'ять років, аж до 1960 року, коли зрештою інспекцію було припинено через те, що протягом попереднього періоду панелі показали мінімальне псування.